# The Adventures of Fu Manchu
The Adventures of Fu Manchu is een Amerikaanse televisieserie gebaseerd op het personage Fu Manchu. De serie liep van 3 september 1956 tot 26 november 1956, met een totaal van 13 afleveringen.

## Verhaal
De serie bevatte een aantal losse verhalen die draaiden om de plannen van Fu Manchu om de wereld over te nemen, en de pogingen van agent Nayland Smith om hem te stoppen.
Elke aflevering begon met een potje schaak, waarbij de verteller vertelde dat de witte stukken stonden voor al het goede in de wereld, en de zwarte voor al het slechte. Volgens de verteller speelde de duivel schaak met als inzet de zielen van mensen, en deed Fu Manchu hetzelfde. Aan het eind van elke aflevering brak Nayland Smith altijd een zwart schaakstuk doormidden om aan te geven dat hij en Petrie Fu Manchu’s plannen wederom hadden gedwarsboomd.

## Achtergrond
De serie was een productie van Hollywood Television Service, een dochterbedrijf van Republic Pictures (het bedrijf dat eerder de filmreeks Drums of Fu Manchu uitbracht). Republic Pictures betaalde 4 miljoen dollar aan Sax Rohmer voor het gebruik van zijn personage, en maakte bekend 78 afleveringen te willen maken. Dit werden er uiteindelijk maar 13.
De serie werd geregisseerd door Frank Andreon en William Witney.
De serie was in enkele opzichten gelijk aan de filmreeks, behalve dat elke aflevering van de televisieserie een gesloten einde had terwijl de losse hoofdstukken van de filmreeks met cliffhangers eindigden.

## Rolverdeling
| Acteur          | Personage                |
| --------------- | ------------------------ |
| Glen Gordon     | Dr. Fu Manchu            |
| Lester Matthews | Sir Dennis Nayland Smith |
| Clark Howat     | Dr. John Petrie          |
| Carla Balenda   | Betty Leonard            |
| Laurette Luez   | Karamaneh                |
| John George     | Kolb                     |

## Afleveringen
1. The Prisoner of Dr. Fu Manchu
2. The Golden God of Dr. Fu Manchu
3. The Secret of Dr. Fu Manchu
4. The Vengeance of Dr. Fu Manchu
5. Dr. Fu Manchu, Incorporated
6. The Plague of Dr. Fu Manchu
7. The Slave Of Dr. Fu Manchu
8. Dr. Fu Manchu's Raid
9. The Death Ship Of Dr. Fu Manchu
10. The Counterfeiters of Dr. Fu Manchu
11. The Master Plan of Dr. Fu Manchu
12. The Satellites of Dr. Fu Manchu
13. The Assassins of Dr. Fu Manchu